# Белецкий, Евгений Николаевич
Евгений Николаевич Белецкий (8 декабря 1870, Райгородок — после 1945) — начальник Одесского жандармского управления, подполковник; генерал-хорунжий армии Украинской народной республики (УНР), начальник тыла армии УНР.

## Биография
Родился в г. Райгородок Старобельского уезда Харьковской губернии. Происходил из дворян.
Окончил 5-классное Харьковское реальное училище, Елисаветградское кавалерийское училище (1894), по окончании в звании подпрапорщика служил в 17-м драгунском Волынском полку.
21 января 1903 года в чине поручика был переведён в Отдельный корпус жандармов. Служил адъютантом Ломжинского губернского жандармского управления (Польша). С 6 октября 1904 года — исполняющий обязанности помощника начальника Енисейского губернского жандармского управления в Енисейском уезде. С 29 сентября 1906 года — помощник начальника Херсонского губернского жандармского управления в Елисаветградском уезде. С 5 июля 1907 года — начальник жандармского управления Ломжинского, Мазовецкого, Шучинського и Кольненського уездов. С 1 сентября 1910 года — в распоряжении начальника Варшавского губернского жандармского управления. С 31 июля 1912 года — заведующий регистрационного бюро в Чижеве. С 6 мая 1915 года — подполковник. С 30 сентября 1915 года — в распоряжении начальника Смоленского губернского жандармского управления. С 18 октября 1915 года — начальник Одесского жандармского управления.
В 1917 году — член Украинского генерального военного комитета. В 1918—1919 годах начальник Херсонской ремонтной комиссии по пополнению конским составом армии Украинской державы, впоследствии — Действующей армии УНР.
С 16 апреля 1920 года — командир Учебного отряда 4-й запасной бригады в Каменце-Подольском. С 20 сентября 1920 года — генерал-хорунжий армии УНР, начальник тыла армии УНР.
В 1945 году был задержан в Польше советскими войсками. Дальнейшая судьба неизвестна.